# Donelli (calciatore)
 Donelli (fl. XX secolo) è stato un calciatore italiano, di ruolo difensore.

## Carriera
Con il Parma disputa 17 gare con 1 gol all'attivo nel campionato di Prima Divisione 1925-1926.